# Astri Torsell

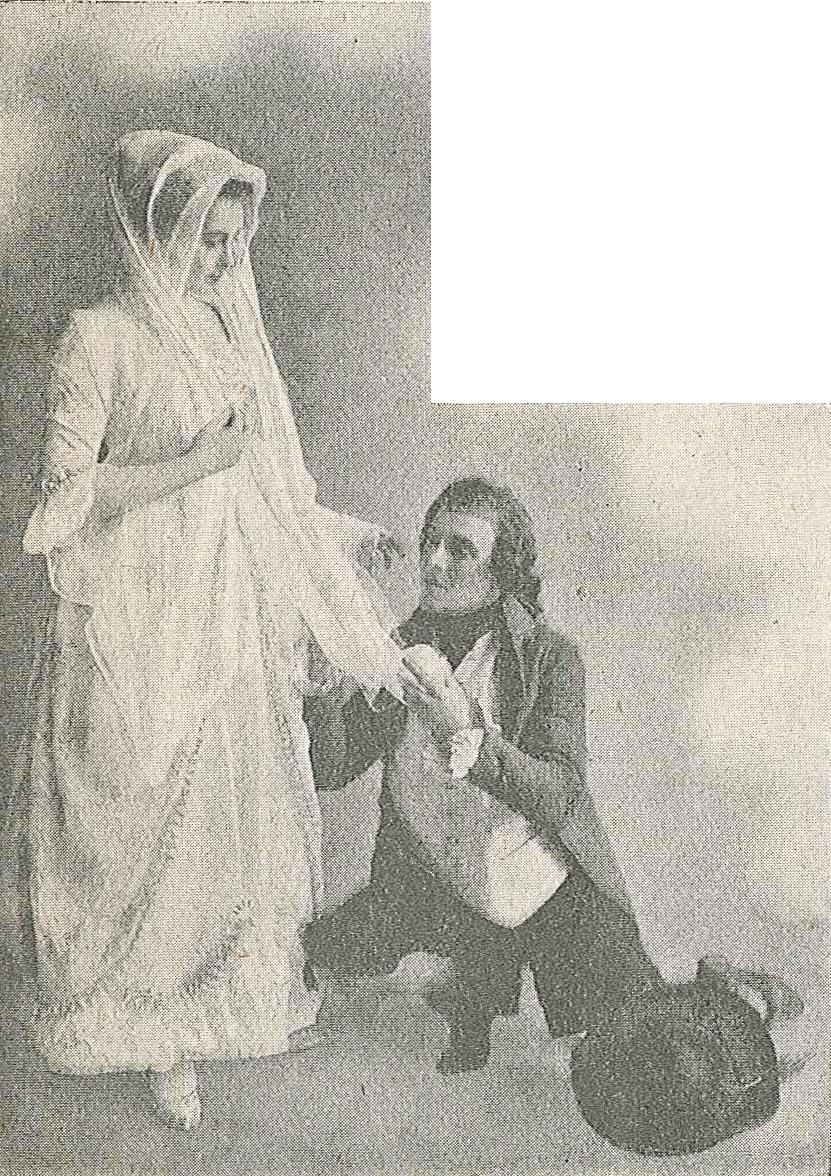
Astri Torsell et Gösta Hillberg dans Les Romanesques d'Edmond Rostand au Théâtre dramatique royal de Stockholm.

Astri Torsell (née le 24 décembre 1879 à Stockholm et morte le 9 juillet 1951  à Oslo) était une actrice suédoise.

## Filmographie
- 1921 : Elisabet (film) (sv)
- 1921 : Fru Mariannes friare (sv)
- 1922 : Ödets redskap (sv)
- 1922 : Lord Saviles brott (sv)